# Emotion (песня)
Emotion — песня, написанная Барри Гиббом и Робином Гиббом. Впервые была записана австралийской певицей Самантой Сэнг, чья версия достигла третьего места в чарте Billboard Hot 100 в 1978 году. Группа Bee Gees записала свою версию песни в 1994 году в рамках альбома под названием Love Songs, который так и не был выпущен, но в итоге вошел в сборник 2001 года под названием Their Greatest Hits: The Record. В 2001 году песня «Emotion» была перепета американской R&B группой Destiny's Child. Их версия песни стала международным хитом, попав в десятку лучших в американском чарте Hot 100 и в пятерку лучших в UK Singles Chart. Английская певица Эмма Бантон также исполнила эту песню на своем альбоме 2019 года My Happy Place.

## Оригинальная версия

### Предыстория
Первоначально песня «Emotion» была записана Самантой Сэнг для лейбла Private Stock. Песня стала единственным хитовым синглом Сэнг, достигнув 3-го места в Billboard Hot 100. Billboard признал её версию песней № 14 в итоговом чарте за 1978 год. На песню было снято рекламное видео.

### Чарты
| Чарт (1977-78)                  | Высшая позиция |
| ------------------------------- | -------------- |
| Australia (Kent Music Report)   | 2              |
| Canada RPM Top Singles          | 1              |
| Canada RPM Adult Contemporary   | 3              |
| Ireland                         | 9              |
| Netherlands                     | 32             |
| New Zealand                     | 1              |
| Sweden                          | 18             |
| UK                              | 11             |
| US Billboard Hot 100            | 3              |
| US Cash Box Top 100             | 1              |
| US Billboard Adult Contemporary | 5              |

| Чарт (1978)          | Позиция |
| -------------------- | ------- |
| Australia            | 13      |
| Canada               | 19      |
| New Zealand          | 20      |
| UK                   | 60      |
| US Billboard Hot 100 | 14      |
| US Cash Box          | 8       |

### Сертификации и продажи
| Регион                                                      | Сертификация | Продажи |
| ----------------------------------------------------------- | ------------ | ------- |
| Австралия (ARIA)                                            | Золотой      | 50 000^ |
| ^ Данные о тиражах приведены только на основе сертификации. |              |         |

## Версия Destiny’s Child
В 2001 году Destiny’s Child выпустила кавер-версию песни «Emotion», которая была записала для третьего студийного альбома 2001 года Survivor. Песня отличается более медленным темпом, чем оригинал Саманты Сэнг. Альбом был спродюсирован и аранжирован Марком Дж. Файстом, который также в 1998 году продюсировал песню для филиппинской певицы Регины Веласкес для её альбома «Drawn» и использовал точно такую же минусовку для Destiny’s Child.
В исполнении Destiny’s Child песня стала международным хитом. Было продано более 145 000 копий. 1 декабря 2001 запись достигла 10-го места в Billboard Hot 100 года. В британском UK Singles Chart запись заняла третье место. Песня вошла в десятку лучших в ряде стран, включая Новую Зеландию, Ирландию и Нидерланды.
Песня активно звучала на радиостанциях после терактов 11 сентября 2001 года и в конечном итоге стала песней, посвященной семьям жертв. Также на церемонии Soul Train Lady of Soul Awards исполнением этой песни группа отдала дань уважения покойной R&B-певице Алии, погибшей в авиакатастрофе в августе 2001 года.
Сингл сопровождался музыкальным видео режиссёра Фрэнсиса Лоуренса с эффектом тройного разделения экрана.

### Форматы
U.S. CD-Single
1. «Emotion» (Album version) — 3:56
2. «8 Days of Christmas» — 3:29

European Maxi Single COL 671767 2
1. «Emotion» (Album Version) — 3:56
2. «8 Days of Christmas» — 3:29
3. «Emotion» (Calderone Dub Mix) — 6:55
4. «Emotion» (Musicvideo) — 3:56

Australian Maxi Single
1. «Emotion» (Album version) — 3:56
2. «Bootylicious» (Rockwilder Remix)
3. «Bootylicious» (M & J’s Jelly Remix)
4. «Bootylicious» (Richard Vission’s V-Quest Mix)
5. «Bootylicious» (Ed Case Refix)

UK Single Part 1
1. «Emotion» (Album version) — 3:56
2. «8 Days of Christmas» — 3:29
3. «Emotion» (Maurice’s Nu Soul Mix)
4. «Emotion» (Musicvideo) — 3:56

UK Cassette Single
1. «Emotion» (Album Version) — 3:56
2. «Emotion» (Calderone AM Mix) — 10:13

Japan CD Single
1. «Emotion» (Album Version)
2. «Emotion» (Maurice’s Nu Soul Mix)
3. «Emotion» (Instrumental)
4. «Emotion» (Acapella)

### Чарты
| Чарт (2001—2002)                      | Высшая позиция |
| ------------------------------------- | -------------- |
| Австралия (ARIA)                      | 17             |
| Австралия (ARIA Urban)                | 10             |
| Австрия (Ö3 Austria Top 40)           | 28             |
| Бельгия/Фландрия (Ultratop 50)        | 19             |
| Бельгия/Валлония (Ultratop 50)        | 30             |
| Canada (Nielsen SoundScan)            | 11             |
| Europe (European Hot 100 Singles)     | 10             |
| Франция (SNEP)                        | 61             |
| Германия (GfK)                        | 21             |
| Hungary (MAHASZ)                      | 7              |
| Ирландия (IRMA)                       | 9              |
| Италия (FIMI)                         | 38             |
| Нидерланды (Dutch Top 40)             | 7              |
| Нидерланды (Single Top 100)           | 10             |
| Новая Зеландия (Recorded Music NZ)    | 2              |
| Норвегия (VG-lista)                   | 6              |
| Portugal (AFP)                        | 8              |
| Romania (Romanian Top 100)            | 34             |
| Шотландия (OCC Scotland)              | 7              |
| South Africa (RISA)                   | 4              |
| Швеция (Sverigetopplistan)            | 14             |
| Швейцария (Schweizer Hitparade)       | 21             |
| Великобритания (OCC UK Singles)       | 3              |
| Великобритания (OCC UK Hip Hop/R&B)   | 3              |
| США (Billboard Hot 100)               | 10             |
| США (Billboard Adult Contemporary)    | 23             |
| США (Billboard Dance Club Songs)      | 10             |
| США (Billboard Hot R&B/Hip-Hop Songs) | 28             |
| США (Billboard Pop Airplay)           | 8              |
| США (Billboard Rhythmic)              | 12             |

| Chart (2001)                     | Position |
| -------------------------------- | -------- |
| Canada (Nielsen SoundScan)       | 174      |
| Ireland (IRMA)                   | 91       |
| Netherlands (Dutch Top 40)       | 54       |
| Netherlands (Single Top 100)     | 66       |
| Sweden (Sverigetopplistan)       | 88       |
| UK Singles (OCC)                 | 117      |
| US Mainstream Top 40 (Billboard) | 84       |
| US Rhythmic (Billboard)          | 88       |

### Сертификации
| Регион | Сертификация | Продажи |
| --- | ------------ | ------- |
| Австралия (ARIA) | Золотой      | 35 000^ |
| ЮАР (RISA) | Золотой      | 25,000  |
| Великобритания (BPI) | Серебряный   | 200 000 |
| ^ Данные о тиражах приведены только на основе сертификации. · Данные о продажах + прослушиваниях приведены только на основе сертификации. |              |         |